# داميان بيرينيل

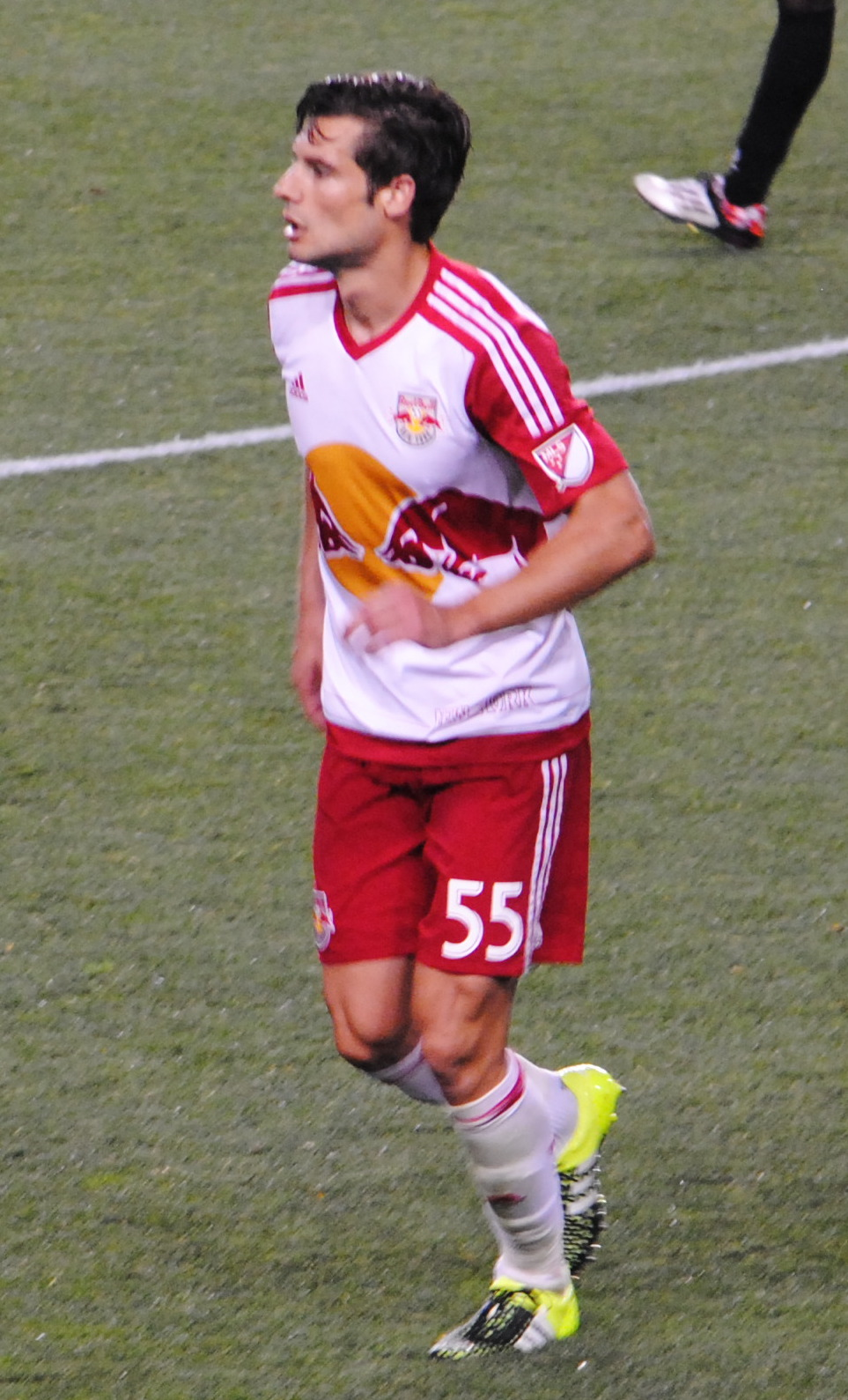

داميان بيرينيل (بالفرنسية: Damien Perrinelle)‏ (مواليد 12 سبتمبر 1983 في سورينس - فرنسا) لاعب كرة قدم فرنسي يلعب حاليا لصالح نادي الدرجة الأولى بولوني الفرنسي منذ 2006 في مركز قلب الدفاع .

## روابط خارجية
- داميان بيرينيل على موقع رابطة كرة القدم الفرنسية للمحترفين (الإنجليزية)
- داميان بيرينيل على موقع الدوري الأمريكي (الإنجليزية)
- داميان بيرينيل على موقع قاعدة بيانات كرة القدم.إي يو (الإنجليزية)
- داميان بيرينيل على موقع ليكيب (الفرنسية)
- داميان بيرينيل على موقع Soccerway.com (الإنجليزية)
- داميان بيرينيل على موقع كووورة
- داميان بيرينيل على موقع AS.com (الإسبانية)